# Țvitocine (Țvitocine), Bilohirsk
Țvitocine (în ucraineană Цвіточне) este localitatea de reședință a comunei Țvitocine din raionul Bilohirsk, Republica Autonomă Crimeea, Ucraina.

## Demografie
Componența lingvistică a localității Țvitocine
     Rusă (45,13%)
     Tătară crimeeană (44,11%)
     Ucraineană (9,11%)
     Alte limbi (0,36%)
Conform recensământului din 2001, nu exista o limbă vorbită de majoritatea populației, aceasta fiind compusă din vorbitori de rusă (45,13%), tătară crimeeană (44,11%) și ucraineană (9,11%).